# Wallace-erszényesegér
A Wallace-erszényesegér (Myoictis wallacii) az emlősök (Mammalia) osztályának az erszényes ragadozók (Dasyuromorphia) rendjéhez, ezen belül az erszényesnyestfélék (Dasyuridae) családjához tartozó faj.
Tudományos nevét Alfred Russel Wallace angol természettudósról kapta.

## Előfordulása
Új-Guinea déli részén és Aru szigetén található meg.

## Megjelenése
Angol nevéhez hűen három csíkja van. Testhossza 19–23 cm. Testtömege 206-245 g.